# Терен „Панађуриште“ код села Комирића
Терен „Панађуриште“ је археолошки локалитет, а налази се код села Комирић, општина Осечина. Представља непокретно културно добро, а за њега је надлежан Завод за заштиту споменика културе Ваљево.

## Опште информације
Локалитет „Панђуриште” налази се на благој речној тераси у Комирићи, 7 км северозападно од општине Осечина, поред самог Јадра и потока Кленка.
Представља праисторијско насеље обухвата површину око 3 хектара и налази се на око 210 м надморске висине.
Судећи по карактеристикама површинског археолошког материјала, пре свега фрагмената керамичких посуда, камених алатки насеље се може везати за винчанско - плочничку фазу млађег неолита Србије.
Терен "Панађуриште" има веома погодну локацију и представља типично насеље карактеристично за поменуту епоху.